# Mercadona
Mercadona je španělský řetězec supermarketů zaměřený na prodej potravin a drogistického zboží. Sídlí ve městě Tavernes Blanques nedaleko Valencie.
Firmu založil v roce 1977 jako řeznický obchod Francisco Roig Ballester a od roku 1981 ji vede jeho syn Juan Roig Alfonso, druhý nejbohatší muž ve Španělsku. Rodina Roigova drží 89 % akcií společnosti. Mercadona začala v roce 1982 jako první španělský obchod používat čárové kódy a v roce 2001 zavedla prodej po internetu. Společnost rezignovala na reklamní akce a založila svoji strategii na nízkých cenách, kterých dosahuje mj. odběrem zboží přímo do výrobců a snižováním nákladů na obaly. Na žebříčku firem podle dobré pověsti, sestaveném organizací RepTrak, se v roce 2009 umístila jako devátá na světě.
Celkový výnos v roce 2020 činil 26,7 miliard eur. Firma provozuje více než 1600 prodejen a pracuje pro ni okolo 90 000 zaměstnanců. Mercadona provozuje čtyři firemní školky. Působí ve všech španělských provinciích, je největším obchodním řetězcem v zemi a ovládá 13,5 % španělského trhu s potravinami. V červenci roku 2019 otevřela Mercadona v portugalském Vila Nova de Gaia první zahraniční pobočku.